# Yasser Harrak
Yasser Harrak est un écrivain, commentateur et militant des droits de l'homme canadien. 

## Biographie
Yasser Harrak est diplômé en sciences politiques et en religion de l'université Concordia. Il est l'auteur de plus de 50 articles publiés par Almothaqaf et l'Institution Annabaa, en plus de deux livres publiés en arabe. En 2016, Yasser Harrak est apparu dans la liste d'écrivains Oximity, rejoignant par là des auteurs et activistes renommés tels Naom Chomsky et Robert Reich. Il est également l'un des principaux contributeurs du site Unpublished Ottawa, le seul site participatif consacré aux questions d'actualité au Canada. Dans une étude publiée par le Centre d'études pour l'unité arabe, Abdellatif Hannachi a cité l'article Le Révisionisme salafiste publié par Harrak, consacré aux mouvements islamistes dans le monde arabe. L'hebdomadaire marocain Al Aan a qualifié l'analyse de Harrak à propos du chiisme dans le pays de scientifique et bien élaborée, après son entretien avec le journaliste Aziz El Hor.